# Frank Stöpel
Frank Stöpel (* August 1967 in Recklinghausen) ist Berater, Coach und Personalentwickler.

## Werdegang
Frank Stöpel studierte Erziehungswissenschaften mit dem Schwerpunkt Sondererziehung und Rehabilitation sowie Psychologie an der Technischen Universität Dortmund (Abschluss Diplom-Pädagoge, Schwerpunkt berufliche Rehabilitation) und an der Ruhruniversität Bochum. 1999 Promotion in Psychologie an der Technischen Universität Dortmund über den Zusammenhang von Arbeitsbedingungen und Gesundheit. Von 1999 bis 2006 war er wissenschaftlicher Assistent im Lehrgebiet Berufliche Rehabilitation der Fakultät für Rehabilitationswissenschaften an der Technischen Universität Dortmund tätig. Ein Schwerpunkt in Forschung und Lehre war die Kompetenzentwicklung.
Seit 2006 ist er freiberuflich als Berater, Coach, Trainer und zertifizierter Mediator tätig. Schwerpunkt ist das Spannungsfeld von Arbeit und Gesundheit. 2007 entwickelte er die Seminarkonzepte „Gesunde Führung“ und „Führen von MitarbeiterInnen in Ausnahmesituationen“. Ein weiterer Schwerpunkt seiner Arbeit ist die Beratung und Schulung zum Betrieblichen Eingliederungsmanagement - BEM. Er unterstützt sowohl KMU als auch Großkonzerne bei der Einführung, Umsetzung sowie Optimierung der Prozesse. Er ist u. a. auch Herausgeber des Newsletters „BEM-aktuell“ und Erstherausgeber des Buches „Betriebliches Eingliederungsmanagement in der Praxis“.
Frank Stöpel ist verheiratet, hat zwei Kinder und lebt in Castrop-Rauxel.

## Schriften (Auswahl)
- F. Stöpel, A. Lange, J. Voß: Betriebliches Eingliederungsmanagement in der Praxis. 3. Auflage. Haufe-Verlag, Freiburg 2022.
- F. Stöpel: Führen in besonderen Situationen. In: Der Bauhofleiter. Band 10, 2022, S. 30–32.
- F. Stöpel: BEM als Chance. In: Kommunalwirtschaft. Band 8, 2018, S. 445–446.
- F. Stöpel: Betriebliches Eingliederungsmanagement: So vermeiden Sie die zehn gravierendsten Fehler. In: Health&Care Management. Band 9 (5), 2018, S. 16–21.
- F. Stöpel: Arbeitsbelastungen als Herausforderung. In: Sozialwirtschaft aktuell. Band 11, 2017, S. 1–4.
- A. Lange, F. Stöpel, J. Voß: Kompetenz: Fortbildung zum BEM-Koordinator. In: Gute Arbeit. Band 26 (12), 2015, S. 32–34.
- F. Stöpel: Passgenaue Gespräche führen. Gesprächsmodell für das Betriebliche Eingliederungsmanagement (BEM). In: Personalmagazin. Band 17 (4), 2015, S. 58–59.
- F. Stöpel: Zurück an die Arbeit. Berufliche Wiedereingliederung möglich machen. SEM. In: Radar. Band 13 (02), 2014, S. 41–53.
- F. Stöpel: Willkommen zurück. Gesprächsführung im Betrieblichen Eingliederungsmanagement (BEM). In: Personalwirtschaft. Band 41 (3), 2014, S. 55–57.
- F. Stöpel: „Gesund führen“ heißt Sinn vermitteln. In: Wirtschaft + Weiterbildung. Band 26 (2), 2014, S. 36–40.
- F. Stöpel: Einfluss von individuellen Faktoren auf die berufliche Integration. In: Berufliche Rehabilitation. Band 19 (5), 2005, S. 174–188.
- F. Stöpel: Schlüsselqualifikationen und die berufliche Eingliederung von Menschen mit Behinderungen. In: Berufliche Rehabilitation. Band 15 (2), 2001, S. 138–157.
- F. Stöpel: Schlüsselqualifikationen. In: Berufsbildung. Band 54 (63), 2000.
- F. Stöpel: Förderung von Menschen mit psychischen Beeinträchtigungen durch eine berufliche Tätigkeit. In: Heilpädagogische Forschung. Band 26 (1), 2000, S. 36–47.
- F. Stöpel: Die Bedeutung der Arbeit für die Rehabilitation. Roderer, Regensburg 1999.